# Taimea
Taimea ist eine osttimoresische Aldeia im Suco Malilait (Verwaltungsamt Bobonaro, Gemeinde Bobonaro). 2015 lebten in der Aldeia 763 Menschen.

## Geographie
Taimea liegt im Norden und nimmt gut zwei Drittel der Fläche des Sucos Malilait ein. Südlich liegen die beiden anderen Aldeias Malilait und Malilu. Im Osten grenzt Taimea an den Suco Lourba, im Nordosten an den Suco Soileco, im Norden an den Suco Atu-Aben und im Westen an den Suco Ritabou, der zum Verwaltungsamt Maliana gehört. Das Zentrum und der Südosten Taimeas sind unbesiedelt, da der Mabesi und seine Zuflüsse das Land tief zerfurchen, bevor er nach Süden in Richtung des Flusses Loumea fließt.
Durch den Westen und Norden des Sucos führt die Überlandstraße von Maliana nach Carabau, an der die größeren Siedlungen Taimeas liegen. Die beiden Dörfer im Norden heißen Grotu und Harare. Sie werden durch den Berg Harare (894 m) vom Mabesi nach Süden hin abgeschirmt. Im Westen befindet sich Taimea und im äußersten Nordosten die Siedlung Colobete. Das Dorf Gumer, etwas weiter südlich, liegt zur Hälfte im Suco Lourba.
In Grotu befindet sich eine Grundschule, die Escola Cineza (tetum Escola Sineza).

## Politik
2023 wurde Adelino Moniz zum Chefe de Aldeia gewählt.